# 奧斯特里特山脈
64°40′S 63°15′W / 64.667°S 63.250°W
奧斯特里特山脈（英語：Osterrieth Range）是南極洲的山脈，位於帕默群島的昂韋爾島東南岸，由比利時探險隊發現，該山脈現時由南極條約體系管理。